# Casa da Dona Carlotinha
A Casa da Dona Carlotinha é uma construção de estilo eclético, em Teresina, Piauí, situada à Praça João Luis Ferreira. É um bem tombado pelo município.

## História
A casa foi residência do Dr. Anísio Britto de Mello, literato, historiador, diretor da Biblioteca Estadual do Piauí , Arquivo Público, Museu do Piauí, Escola Normal e do Liceu Piauiense. Carlota de Moraes Britto Mello, conhecida como Dona Carlotinha, era sua esposa. Na década de 1930, chegou a ser ocupada para fins comerciais.
Sede da Fundação Cultural Monsenhor Chaves, em 2020 o imóvel foi reformado para abrigar temporariamente o acervo da Casa da Cultura de Teresina, que está em reforma obedecendo o caráter histórico do prédio.

## Arquitetura

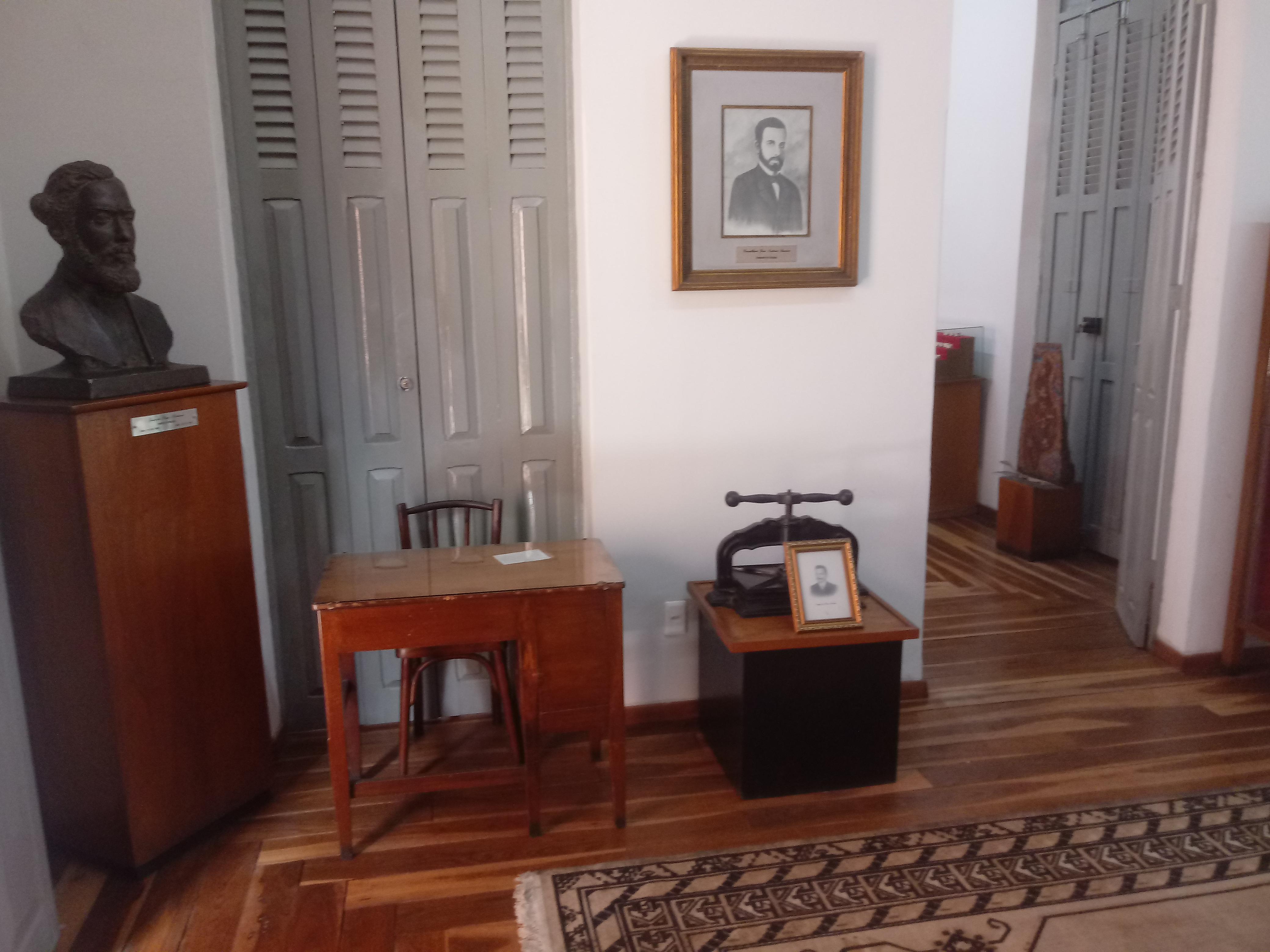
Interior.

A Casa da Dona Carlotinha possui planta em formato retangular, trezentos metros quadrados de área construída, coberta por um telhado de quatro águas, apresenta uma platibanda em sua varanda e o telhado é composto de telhas cerâmicas. Possui duas varandas, uma em cada lateral da casa, uma característica remanescente das casas de fazenda do período colonial. Mantém um recuo nas fachadas laterais, sendo a entrada por uma desta fachada. Sua fachada principal está diretamente em contato com a via pública, possui aberturas em vergas retas e arco pleno, que  servem tanto para iluminação como para ventilação.
Para as pinturas nas paredes foi utilizada tinta à base de água e o piso da construção é constituído de ladrilho hidráulico, estilo mosaico, com decorações florais. A distribuição dos cômodos na casa é similar aos padrões da época, com as salas, escritórios na parte da frente e cozinha, áreas de serviço na parte do fundo da casa. Possui uma sala grande, outras duas menores, além de um escritório e três quartos. A casa também foi erguida em um nível mais alto que a rua, dando assim aos moradores um distanciamento de quem passa pela rua.
Sua fachada de esquina é chanfrada, que chegou a ser uma determinação da época (em torno de 1912) devido à maior utilização dos automóveis, já que as esquinas chanfradas eram consideradas uma forma do motorista ter melhor visibilidade das ruas.